# Fabio Fabbri
Fabio Fabbri (ur. 15 października 1933 w Kanossie, zm. 4 stycznia 2024) – włoski polityk i prawnik, senator, w latach 1982–1983, 1986–1987 i 1993–1994 minister.

## Życiorys
Z wykształcenia prawnik, absolwent Università degli Studi di Parma. Pracował jako dziennikarz w „Il Mondo”, w 1960 podjął praktykę w zawodzie adwokata w Parmie. Pod koniec lat 60. odpowiadał za transport w administracji prowincji Parma, był też zastępcą prezydenta tej prowincji.
Zaangażował się w działalność polityczną w ramach Włoskiej Partii Socjalistycznej. W latach 1976–1994 przez pięć kadencji zasiadał w Senacie. W latach 1981–1982 był podsekretarzem stanu w resorcie rolnictwa i leśnictwa w dwóch gabinetach Giovanniego Spadoliniego. Następnie do 1983 pełnił funkcję ministra bez teki do spraw regionalnych u Amintore Fanfaniego. W latach 1986–1987 był ministrem bez teki do spraw polityki wspólnotowej w rządzie Bettina Craxiego. W 1992 powołany przez Giuliano Amato na podsekretarza stanu przy premierze. Stanowisko to zajmował do 1993, następnie do 1994 był ministrem obrony w gabinecie Carla Azeglia Ciampiego. W 1994 wycofał się z działalności politycznej na rzecz praktyki prawniczej.
Odznaczony Orderem Zasługi Republiki Włoskiej I klasy (1994).